# Strandellmedaljen
Strandellmedaljen är Sveriges Filatelistförbunds högsta belöning för filatelistisk gärning. Den är instiftad till minne av Nils Strandells värdefulla och bestående insatser för svensk och internationell filateli. En kommitté bestående av tre medlemmar i Sveriges Filatelist-Förbund som är valda på två år, utser kandidaten. 

## Mottagare
- 1961 Nils Strandell
- 1961 Herman Schultz-Steinheil
- 1961 Georg Menzinsky
- 1962 Nils Westberg
- 1963 Hugo Sjöberg
- 1963 Sir John Wilson, England
- 1964 Sven Åkerstedt
- 1965 Per Sjöman
- 1966 Curt Haij
- 1967 Olle Cronsjö
- 1967 George B. Lindberg
- 1967 Henry Robert Holmes, England
- 1969 Sigurd Ringström
- 1970 Sten Christensen
- 1971 Mario Diena, Italien
- 1972 Lennart Angerfors
- 1974 Karl-Erik Stenberg
- 1977 Gunnar Sandberg
- 1980 Gösta Hedbom
- 1985 Franz Obermüller
- 1986 Tage Buntzen, Danmark
- 1986 Elmar Ojaste
- 1987 Börje Wallberg
- 1987 Donnar A. Dromberg, Finland
- 1988 Bo Erik Stavenow
- 1990 Hugo Josefsson
- 1990 Lauson H. Stone, USA
- 1991 Karl Borin
- 1992 Erland Brand
- 1993 Børge Lundh, Danmark
- 1995 Erik Lindgren
- 1996 Gunnar Dahlvig
- 1998 Gustaf Johansson
- 1998 Jan Billgren
- 2000 Bertil I. Larsson
- 2000 Knud Mohr, Danmark
- 2002 Roland Frahm
- 2002 Hasse F. Brockenhuus von Löwenhielm
- 2004 Åke Torkelstam
- 2004 Rune Almqvist
- 2006 Erik Hamberg
- 2006 Gunnar Nilsson
- 2008 Lennart Ivarsson
- 2008 Lennart Daun
- 2010 Ingvar Larsson
- 2010 Jonas Hällström
- 2012 Jan Berg
- 2014 Gustaf Douglas
- 2016 Bengt Bengtsson
- 2018 Fredrik Ydell[4]